# 조 알바레즈
조 알바레즈 (José René Álvarez Ramírez, 1955년 6월 11일 ~ )는 쿠바의 야구 선수이다. 1974년부터 1977년까지 뉴욕 양키스, 휴스턴 애스트로스, 볼티모어 오리올스 산하 마이너 리그에서 선수로 활동했다. 
1990년 11월 16일부터  2년 계약 형식으로  쌍방울 레이더스 1군 수비-주루코치를 맡으면서 한국 프로야구와 인연을 맺었는데 1991년 1군 리그 진출에 대비하기 위해 영입했고 본인(알바레즈) 외에도 1988년 12월 19일부터 삼성 라이온즈 2군 타격코치를 맡았으나  그 해 11월 15일부터 3년 계약 형식으로 감독 취임한 정동진 감독이 1990년 한국시리즈의 패퇴 뿐 아니라 사생활 문제로 물의를 일으킨 황규봉 1군 투수코치의 2군행을 요구한 편송언 사장과의 마찰 탓인지 계약기간을 1년 남겨둔 채 1990년 시즌 후  감독직에서 물러나자 삼성에 사표를 제출한 김광웅을 1990년 11월 26일부터 2군감독(2년 계약), 강만식 전 삼성 투수를 같은 날(90년 11월 26일)부터 2군 투수코치(2년 계약)로 영입했는데   황규봉 코치는 1989년 말 외국 유학을 떠나면서 구단과 작별했으며 그 이후 프로야구계와 인연을 끊었고 은퇴 후 개인사업을 했지만 잇따른 사업 실패 때문에  가족과의 불화가 겹쳐 부산에서 홀로 지낸 데다 경상중학교 때부터 같이 선수 생활을 한 이선희 외엔  대부분의 야구계 인사들과도 연락을 끊었으며 이 와중에 병을 키워 허리가 너무 아파 2015년 11월 중순 병원을 찾은 결과 대장암 말기 판정을 받았고  결국 2016년 1월 18일 별세했는데 황규봉 전 코치의 빈소를 찾은 야구인은 드물기도 했다.
한편,  1989년 11월 14일 3년 계약으로 부임했던 김인식 감독이  1991년 말 구단주 대행 겸 쌍방울 부회장으로 취임한 이용일 전  KBO 총재특보와의 마찰 뿐 아니라 3년 계약 종료로 1992년 시즌 후 자연스럽게 물러난 뒤 이용일 구단주 대행처럼 소위 '일본통'이었던 신용균 감독이 부임하면서 따른 개편에 따라 팀을 떠나 고향으로 돌아갔다가 1994년 롯데 자이언츠 주루코치를 맡아 한국야구계로 돌아왔으며 1996년 시즌 뒤 2년 계약 형식을 통해 LG 트윈스 코치로 자리를 옮긴 뒤  1998년까지 대한민국에서 코치 역할을 했고 14년 만에 SK 와이번스 주루코치로 한국 야구계에 복귀하였다. 2012 시즌 후 다시 고향으로 돌아갔다가 2014 시즌 후 SK 와이번스에 수비코치로 다시 복귀한다. 2015년 6월 5일 SK 와이번스의 부진으로 인해 주루 및 작전코치에서 수비코치로 변경되었다. 그러나 8월 5일 코치진 대폭 물갈이로 다시 원래 보직으로 복귀하였다. 시즌 종료 후 팀과 재계약을 하지 않으면서 팀을 떠났다.
아울러,  쌍방울은 앞서 언급한 것처럼 신용균 감독이 부임하면서 일본 야쿠르트와 1992년 11월 3일 자매결연을 맺었으며 이 과정에서 같은달 말부터 젊은 선수들과 코치를 야쿠르트 가을캠프에 보냈다.
하지만, 1992년 시즌 후 3년 계약 형식으로 쌍방울 2대 감독에 부임한 신용균 감독이 외국인 선수 영입 과정에서 본인(신용균)과 달리 소위 '미국통'이었던  한동화 코치와 불화를 보여 결국 1년 만에 해임된 후 한동화 코치가 2년 계약 형식으로  감독 승격하면서 1993년을 끝으로 젊은 선수들과 코치를 야쿠르트 가을캠프에 보내던 관례는 한동안 중단됐는데 한동화 감독은 자신과 똑같은 '미국통'이었던 김인식 창단 감독이 그랬던 것처럼 소위 '일본통'인 이용일 구단주 대행과 사이가 좋지 않았고 결국 1995년 시즌 연패를 반복하여 도중하차했으며 같은 해 시즌 후 소위 '일본통'인  김성근 감독이 부임하면서 후쿠도미 구니오 이마쓰 미쓰오 두 일본인 코치를 영입하여  오랜만에 외국인 코치를 영입했는데 후쿠도미 코치가 1996년 시즌 후 긴테쓰 코치를 맡아 고국으로 귀환하자 오카지 가즈히코를 후임으로 영입하여 이마쓰 코치와 함께 1997년까지 잔류했고 젊은 선수들과 코치를 야쿠르트 가을캠프에 보내는 관례는 1997년부터 재개되어 1998년까지 지속됐다.

## 출신 학교
- 세인트포트릭고등학교
- 마이애미대학교